# Michel Ancel
Michel Ancel (Monaco, 29 marzo 1972) è un autore di videogiochi monegasco, famoso per aver ideato e diretto la serie di Rayman e Beyond Good & Evil.

## Carriera
Incontra lo sviluppatore di giochi Nicolas Choukroun a Montpellier all'età di 16 anni. Ha lavorato come artista grafico su molti dei giochi di Choukroun, come The Intruder e Pick'n Pile. La prima demo di Ancel, Mechanic Warriors, è stata sviluppata per la software house Lankhor. Nel 1988, nell'ambito di un concorso in una rivista specializzata, Ancel creò un'animazione al computer che illustrava l'effetto dei CFC sullo strato di ozono. L'animazione, che raffigurava la Terra trasformata in un vasto deserto, non vinse il concorso; tuttavia, attirò l'attenzione di Ubisoft, che lo assunse come artista grafico.
Il primo gioco di Ancel sia come programmatore che come artista grafico, The Brain Blasters (noto anche come The Teller) è stato pubblicato da Ubisoft nel 1990. Nel 1992, ha iniziato a lavorare su Rayman, il suo debutto alla regia. Ancel è stato anche fortemente coinvolto nello sviluppo di Rayman 2: The Great Escape, mentre avrebbe avuto solo un ruolo consultivo su Rayman 3: Hoodlum Havoc. Sebbene abbia elogiato gli sforzi del team di sviluppo nel gioco finale, afferma comunque che avrebbe "realizzato il gioco in modo diverso".
Nel 2003, ha creato Beyond Good & Evil, che ha ottenuto il plauso della critica, ma è stato un fallimento commerciale. Tuttavia, l'ammirazione dell'acclamato regista Peter Jackson per il gioco, e la sua frustrazione per la gestione della licenza de Il Signore degli Anelli da parte di EA, hanno portato Ancel a ricevere la direzione dell'adattamento del videogioco King Kong. Nonostante la riluttanza di Ubisoft a produrre un sequel di Beyond Good & Evil, Ancel ha espresso il chiaro desiderio di produrne un seguito in futuro.
Nel 2005, Ancel doveva dirigere lo sviluppo di Rayman Raving Rabbids. Tuttavia abbandonò il progetto dopo che Ubisoft preferì realizzarne dei minigiochi. Nel gioco finale Ancel è stato accreditato come sceneggiatore e character design.
Nel 2010, Ubisoft ha annunciato Rayman Origins, nuovamente diretto da Michel Ancel e sviluppato da un piccolo team di cinque persone. Il titolo utilizza l'UBIart Framework sviluppato da Ubisoft Montpellier e Ancel.
Michel Ancel avrebbe poi avuto lo stesso ruolo che aveva in Rayman Origins nello sviluppo di Rayman Legends, annunciato nel 2012 e uscito nel 2013.
Ancel ha annunciato nel settembre 2020 di lasciare l'industria dei videogiochi. Ha dichiarato che i suoi due progetti attuali, Beyond Good & Evil 2 e Wild, erano in buone mani con la sua partenza.
Nel 2024 Ancel è stato coinvolto da Ubisoft per un possibile ritorno di Rayman il cui gioco è in sviluppo presso Ubisoft Milano e Ubisoft Montpellier.

## Riconoscimenti
Michel Ancel è stato riconosciuto come uno dei migliori game designer nella classifica dei 100 migliori creatori di giochi di IGN, classificandosi al 24º posto su 100.

## Filosofia del design
Ancel punta ad un alto grado di libertà nei suoi giochi. È critico nei confronti dei giochi che affermano di offrire libertà, ma presentano limiti o confini invisibili in cui i giocatori non se li aspettano.

## Giochi
- The Intruder (1989) – grafica
- Brain Blasters (conosciuto anche come The Teller) (1990) – design, sviluppo, audio
- Pick 'n Pile (1990) – sceneggiatore, grafica
- Rayman (1995) – direttore creativo, progettista e designer
- Tonic Trouble (1999) – progettista
- Rayman 2: The Great Escape (1999) – direttore creativo, progettista e designer
- Rayman M (2001) – character designer
- Beyond Good and Evil (2003) – direttore creativo, designer, sceneggiatore
- Peter Jackson's King Kong: The Official Game of the Movie (2005) – direttore creativo, game designer
- Rayman Origins (2011) – direttore creativo, progettista
- Le avventure di Tintin - Il segreto dell'Unicorno (2011) – primo team di sviluppo
- Rayman Jungle Run (2012) – direttore creativo
- Rayman Legends (2013) – direttore creativo, progettista
- Rayman Fiesta Run (2013) – direttore creativo
- Rayman Adventures (2015) – direttore creativo, progettista
- Beyond Good and Evil 2 (TBA) – direttore creativo
- Wild (TBA) – designer